# Lijst van Nederlandse topografische namen in Indonesië
Dit is een lijst van Nederlandse topografische namen in Indonesië. Na de onafhankelijkheid, c.q. de overdracht van Nieuw-Guinea hebben veel plaatsen een andere, Indonesische, naam gekregen of de oorspronkelijke naam teruggekregen.
De Nederlandse benamingen worden deels nog gebruikt. Met name in geschiedkundige context zijn ze nog gangbaar.

## B
- Batavia: Jakarta
- Buitenzorg: Bogor

## C
- Carstensztop: Puncak Jaya (Nieuw-Guinea)
- Celebes: Sulawesi

## F
- Fort de Kock: Bukittinggi
- Frederik Hendrikeiland: Yos Sudarso

## H
- Hollandia: Kota Baru (1963), Sukarnopura (1964-1967), Jayapura (sinds 1967)

## K
- Kota Radja: Banda Aceh.

## J
- Julianatop: Mandala (Nieuw-Guinea)

## M
- Meester Cornelis: Jatinegara
- Molukken: Maluku

## N
- Nieuw-Guinea: Irian Jaya, sinds 2000:Papoea

## S
- Soerabaja: Surabaya
- Solo: Surakarta
- Straat Marianne: Straat Muli

## V
- Vogelkop: Doberaischiereiland

## W
- Wilhelminatop: Trikora (Nieuw-Guinea)
- Weltevreden: Jakarta